# Urocotyledon wolterstorffi
Urocotyledon wolterstorffi är en ödleart som beskrevs av  Gustav Tornier 1900. Urocotyledon wolterstorffi ingår i släktet Urocotyledon och familjen geckoödlor. Inga underarter finns listade i Catalogue of Life.
Arten förekommer i bergstrakterna Usambara och Uluguru i Tanzania. Honor lägger ägg. Exemplaren vistas mellan 500 och 1000 meter över havet. De är nattaktiva och lever i fuktiga skogar. En individ besökte en byggnad. Födan utgörs av olika leddjur.
Inget är känt angående populationens storlek och möjliga hot. IUCN listar arten med kunskapsbrist (DD).